# Mirall distorsionador

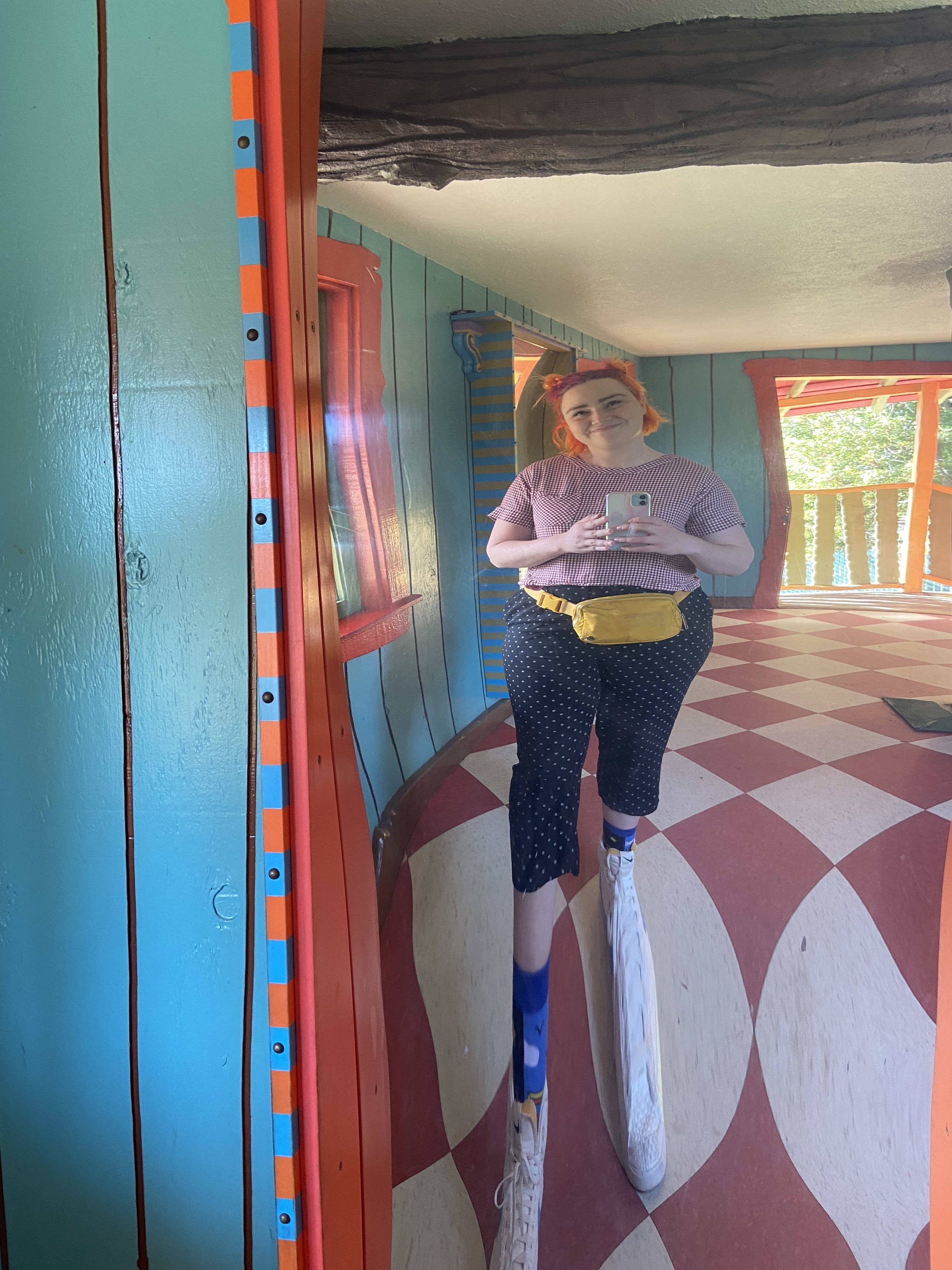
Imatge d'un nen en un mirall distorsionador

Un mirall distorsionador, també conegut com mirall de fira o mirall de carnaval, és una atracció popular en carnavals i fires. En lloc d'un mirall pla normal que reflecteix una imatge inversa perfecta, els miralls distorsionadors són superfícies de reflexió no-planes, normalment corbades que sovint utilitzen seccions convexes i còncaves per aconseguir l'efecte distorsionat.
Per les seves propietats distorsionants, de vegades apareixen a la ficció com un mecanisme literari, com ara al conte de fades de 1844 de Hans Christian Andersen La reina de les neus.
La noció de mirall distorsionador s'empra també metafòricament per explicar que la percepció de la realitat pot ser deformada segons quins siguin els punts de vista que s’adoptin. Exemples actuals són les anomenades fake-news, o la manipulació mediàtica de l'origen, els objectius i els resultats de la invasió d'Ucraïna.